# 伊莎貝拉·德烏日克
伊莎貝拉·德烏日克（波蘭語：Izabela Dłużyk；1989年5月7日—）是一位波蘭籍田野錄音師，平時在格但斯克大學外語中心擔任翻譯。她於 2023 年 11 月入選BBC 100 Women名單，是名單內唯一一位波蘭女性。

## 教育
她曾就讀羅莎查卡盲童學校及教育中心的一所寄宿學校，之後進入格但斯克的第五中學。2008 年高中畢業，之後於格但斯克大學語言學院取得英語和俄語語言學系的學位。

## 音樂生涯
德魯日克一出生就失明，因此對鳥類，尤其是鸚鵡產生了興趣。 12 歲時，她從家人那裡得到了一台錄音機，開始錄製鳥兒的聲音，此後，德烏日克就對鳥鳴產生了特殊的敏感度，她可以僅憑聲音來識別物種。
德魯日克對音樂的的探索從記錄鳥類及其聲音開始，她記錄了許多鳥類，其中包括瓦爾塔河口的鶴、維斯瓦河沙嘴的鸕鷀、貝卡保護區的鵝、斯武皮亞山谷的天鵝、以及俄羅斯邊境日夫庫夫的鸛等。她很高興能透過錄音創作，與人們分享大自然的一些智慧和美麗的片段。她試圖透過記錄大自然捕捉其美麗、微妙的音樂和溫柔的聲音。這也關乎於生命的神秘，包括作為人類在世界中的位置的神秘、稍縱即逝的時刻、隨著季節變遷帶來的悲傷與希望的神秘。她認為透過觀察大自然，自己學到了或許是最偉大的一課。她認為，能夠分享大自然聲音帶來的「所有美好、壯麗與慰藉」是種特權，「無論我們彼此之間有何不同」。
2023 年 9 月， BBC World播出了一部以德烏日克為主角的紀錄片，《森林裡的伊莎貝拉》(Izabela in the forest)。她說，我們人類更加注重視覺的層面。 觀察鳥類時，我們主要考慮的是攝影。例如，我們根據物種的外觀而不是聲音來識別物種。她說：「當我不僅聆聽鳥兒的鳴叫，也聆聽樹木的鳴叫時，我便感覺自己身處正確的位置，感受到存在的最深意義。」

## 音樂作品
| 發行日期 | 專輯名稱                                                                                       | 發行公司                    | 發行地   | 備註 |
| -------- | ---------------------------------------------------------------------------------------------- | --------------------------- | -------- | ---- |
| 2015年   | 《遠古森林的回聲》（Echoes from the Ancient Forest）                                           | 聆聽大地（Listening Earth） | 澳大利亞 |      |
| 2015年   | 《盧托尼亞河的早晨》（Morning at the Lutownia River）                                          | 聆聽大地（Listening Earth） | 澳大利亞 |      |
| 2015年   | 《比布札沼澤的晨間音景》（Morning Soundscapes from the Biebrza Marshes）                       | 聆聽大地（Listening Earth） | 澳大利亞 |      |
| 2016年   | 《麋鹿之鄉的回聲 - 無背景音樂的鳥鳴》(Echa Krainy Łosia - Ptasi śpiew bez podkładu muzycznego) | Soliton                     | 波蘭     |      |
| 2016年   | 《野牛之鄉的回聲--比亞洛維札森林之聲》(Echa Krainy Żubra - Odgłosy Puszczy Białowieskiej)      | Soliton                     | 波蘭     |      |
| 2016年   | 《夏日音景》(Soundscapes Of Summer)                                                            | LOM                         | 斯洛伐克 |      |
| 2017年   | 《春日音景》(Soundscapes Of Spring)                                                            | LOM                         | 斯洛伐克 |      |

## 獎項
德烏日克於 2023 年 11 月入選BBC 100 Women名單，是名單內唯一一位波蘭女性。在入選簡介中提到她的特別之處，除了她是一位年輕女性卻從事田野錄音師這個以男性為主的職業，更因為她自出生以來就是盲人。